# Пенка Икономова
Пенка Георгиева Икономова е българска актриса.

## Биография
Родена е в Ихтиман на 21 юни 1898 г. Завършва гимназиалното си образование в София. От 1923 до 1929 и от 1941 до 1956 г. играе на сцената на Народния театър. Последователно е актриса в Русенски общински театър, Пловдивски общински театър, Варненски общински театър и в Художествения театър на Стефан Киров. Почива на 11 ноември 1988 г. в София.

## Награди и отличия
- Заслужил артист

## Роли
Пенка Икономова играе множество роли, по-значимите са:
- Херцогиня Оливарец – „Дон Карлос“ на Фридрих Шилер
- Елена – „Сън в лятна нощ“ на Уилям Шекспир
- Снежната царкиня – „Снежната царкиня“ на Ханс Кристиян Андерсен
- Г-жа Сойка – „Д-р“ на Бранислав Нушич
- Ана Андреевна – „Ревизор“ на Николай Гогол
- Варвара – „Идиот“ на Фьодор Достоевски
- Хаджи Ровоама – „Под игото“ на Иван Вазов
- ХБаба Марга – „Гераците“ на Елин Пелин[1]

## Телевизионен театър
- „Свети, но не грее“ (1971) (Николай Островски)

## Филмография
- Румяна – „Под старото небе“ (1922)
- Живка Големанова – „Големанов“ (1958)
- Бабата – „Кратко слънце“ (1979)
- Болната – „Барабанчикът и неговата жена барабанчица“ (1980)